# Jon Istad
Jon Istad (n. 29 iulie 1937, Voss (comună), Hordaland, Norvegia – d. 17 mai 2012, Voss (comună), Hordaland, Norvegia) a fost un biatlonist ce a reprezentat Norvegia, medaliat olimpic. A participat la trei ediții ale Jocurilor Olimpice (1960, 1964, 1968) în care a câștigat o medalie de argint.